# کورن‌فیلدز (آریزونا)
کورن‌فیلدز (به انگلیسی: Cornfields) یک منطقهٔ مسکونی در ایالات متحده آمریکا است که در شهرستان آپاچی، آریزونا واقع شده‌است. کورن‌فیلدز ۱٫۰۰ کیلومتر مربع مساحت و ۱۱٬۸۲۵ نفر جمعیت دارد و ۱٬۸۶۹٫۹۷ متر بالاتر از سطح دریا واقع شده‌است.